# Barwiny
Barwiny (deutsch Barwienen) ist ein Ort in der polnischen Woiwodschaft Ermland-Masuren. Er gehört zur Gmina Gietrzwałd (Landgemeinde Dietrichswalde) im Powiat Olsztyński (Kreis Allenstein).

## Geographische Lage
Barwiny liegt am Südufer des Wulpingsees (auch: Thomsdorfer See, polnisch Jezioro Wulpińskie) im Westen der Woiwodschaft Ermland-Masuren, 13 Kilometer südwestlich der Kreisstadt Olsztyn (deutsch Allenstein).

## Geschichte
Das damalige Berwin wurde im Jahre 1417 gegründet. Vor 1785 hieß es Berwes, nach 1785 Barwes und um 1820 Barvinen. Der Ort bestand aus ein paar kleinen Gehöften. Im Jahre 1820 wurde Barvinen als „königliches Dorf im Amt Allenstein“ mit „sechs Feuerstellen und 30 Einwohnern“ genannt, im Jahre 1861 hatte das „Dorf im Kreis Allenstein acht Wohngebäude und 79 Einwohner“.
Zwischen 1874 und 1945 war die Landgemeinde Barwienen Teil des Amtsbezirks Kranz (polnisch Kręsk) im ostpreußischen Kreis Allenstein. Am 7. April 1886 wurde das Mühlenetablissement Grünmühle nach Barwienen eingegliedert.
Im Jahre 1910 waren in Barwienen 78 Einwohner registriert. Ihre Zahl veränderte sich bis 1933 auf 66 und belief sich 1939 auf 69.
Mit dem gesamten südlichen Ostpreußen wurde Barwienen 1945 in Kriegsfolge an Polen abgetreten. Der Ort erhielt die polnische Namensform „Barwiny“ und ist heute eine Ortschaft im Verbund der Landgemeinde Gietrzwałd (Dietrichswalde) im Powiat Olsztyński (Kreis Allenstein), bis 1998 der Woiwodschaft Olsztyn, seither der Woiwodschaft Ermland-Masuren zugehörig.

## Kirche
Bis 1945 war Barwienen in die evangelische Kirche Allenstein in der Kirchenprovinz Ostpreußen der Kirche der Altpreußischen Union, außerdem in die römisch-katholische Kirche Schönbrück (polnisch Sząbruk) im damaligen Bistum Ermland eingepfarrt.
Heute gehört Barwiny evangelischerseits weiterhin zu Olsztyn (Allenstein) und zu dessen neu benannter Christus-Erlöser-Kirche, die jetzt der Diözese Masuren der Evangelisch-Augsburgischen Kirche in Polen zugeordnet ist.
Katholischerseits gehört Barwiny zur Pfarrei Sząbruk, die jetzt dem Erzbistum Ermland zugeordnet ist.

## Verkehr
Barwiny liegt an einer Nebenstraße, die bei Unieszewo (Schönfelde) von der Kreisstraße (polnisch Droga powiatowa) DP 1370N abzweigt und über Kręsk (Kranz) bis nach Dorotowo (Darethen) an der früheren Landesstraße 51 (einstige deutsche Reichsstraße 130), heute ersetzt durch die neue Schnellstraße 51, führt.
Unieszewo ist die nächste Bahnstation. Sie liegt an der PKP-Linie 353 Posen–Toruń–Skandawa, die derzeit an der polnisch-russischen Staatsgrenze endet und nicht mehr bis nach Tschernjachowsk (Insterburg) führt.